# I gemelli del Texas
I gemelli del Texas ist eine im deutschsprachigen Raum nicht gezeigte Westernkomödie, die Steno 1964 inszenierte.

## Handlung
Während eines Banditen- und Indianerangriffes auf einen Siedlertreck werden zwei Zwillingspärchen-Säuglinge getrennt. Zwei, Jonathan und Ezekiel, werden von einem Offizier der Heilsarmee, die beiden anderen, Joey und Kid, von Bandit Malanza aufgezogen. Als junge Erwachsene sind sie Journalisten resp. ebenfalls gesuchte Verbrecher. Als die Verbrecher von Stadtboss Arnold, der sich den Journalisten in seinen Machenschaften gestört sieht, auf ihre Geschwister angesetzt werden, um sie zu eliminieren, kommt es zu solch heftigem Verwechseln und Durcheinander, dass die Aktion völlig scheitert. Die Bruderliebe obsiegt.

## Kritik
Es handelt sich um „eine ziemlich vergnügliche Angelegenheit, da der Film über ein Drehbuch verfügt, das mit zahlreichen wirklich gelungenen Gags hantiert“, befindet Christian Keßler. Vice lobte die beiden Hauptdarsteller Chiari und Vianello  in einer „ereignisreichen Farce“. Die Segnalazioni Cimenatografiche sahen ersteres ähnlich, bewerteten das Ergebnis aber als „nicht mehr als Mittelmaß“.

## Bemerkungen
Das italienische Einspielergebnis betrug 221 Millionen Lire.